# イタリック祖語
イタリック祖語（イタリックそご、英語: Proto-Italic language）はとりわけラテン語及びその子孫言語であるロマンス諸語からなる、イタリック諸語の祖先である。これは直截的に資料に文証されていないが、比較手法を通していくぶんか再構されている。イタリック祖語は早い段階のインド・ヨーロッパ祖語に遡る。

## 歴史
言語年代学的証拠に基づいて、イタリック祖語は紀元前2500年以前のある時期に、古代の西部インド・ヨーロッパ祖語の方言から分離したものであると信じられている。これは最初、紀元前2千年紀の後半頃にイタリア半島に移動する前は、アルプス北部のイタリック人の部族によって話されていた。言語学的証拠によって、更にケルト人の部族とゲルマン祖語の話者との接触も指摘される。
考古学的証拠と言語学的証拠の間の同等さは確信を持って確立することができないが、イタリック祖語は一般にテラマーレ文化（1700~1500BCE）とビラノーバ文化（900~700 BCE）に関連付けて考えられる。

## 音韻論

### 子音
|          | 両唇音 | 歯音  | 歯茎音 | 硬口蓋音 | 軟口蓋音 | 両唇軟口蓋音 |
| -------- | ------ | ----- | ------ | -------- | -------- | ------------ |
| 鼻音     | m      |       | n      |          | (ŋ)      |              |
| 破裂音   | p b    | t d   |        |          | k ɡ      | kʷ ɡʷ        |
| 摩擦音   | ɸ (β)  | θ? ð? | s (z)  |          | x (ɣ)    | xʷ? ɣʷ?      |
| ふるえ音 |        |       | r      |          |          |              |
| 接近音   |        |       |        | j        |          | w            |
| 側面音   |        |       | l      |          |          |              |

- [ŋ] は /n/ の軟口蓋音の前での異音であった。
- 有声摩擦音 [β], [ð], [ɣ], [ɣʷ], [z] は語頭の無声摩擦音 [ɸ], [θ], [x], [xʷ], [s] と相補分布しており、本来的にはそれぞれの異音に過ぎなかったが、イタリック祖語の時期のいくつかの点で、この異音は無声の異音の [xʷ] と [θ] が [ɸ] に合流したことによってやや崩壊していた。研究者はイタリック祖語に音素 /xʷ ~ ɣʷ/ と /θ ~ ð/  を再構するのか（それゆえ [ɸ] との合流が、対応する無声摩擦音の消失と同時あるいはその後に起こる可能性がある、後に現存する諸方言の間に広がった地域的な変化であるのか）、あるいはイタリック祖語にこれらの音素の無声の異音が /β ~ ɸ/ に合流したものとして再構するのかについて意見がわかれる。これらのどちらの音も通言語的には比較的珍しく、最終的に後の全ての子孫言語で排除されているが、これらはそれぞれの言語において排除のされかたが異なる。

### 母音
|        | 前舌 | 中舌 | 後舌 |
| ------ | ---- | ---- | ---- |
| 高母音 | i    |      | u    |
| 中母音 | e    | (ə)  | o    |
| 低母音 | a    | a    | a    |

|        | 前舌 | 中舌 | 後舌 |
| ------ | ---- | ---- | ---- |
| 高母音 | iː   |      | uː   |
| 中母音 | eː   |      | oː   |
| 低母音 | aː   | aː   | aː   |

- /ə/ はあるいは実際の音素であったかもしれないが、これは子音の前での挿入母音として挿入された。これはとして現れるインド・ヨーロッパ祖語の成節鼻音の *m̥ と *n̥ の結果に基づいて再構されるが、ラテン語で *em, *en, *im, *in として出現するのに対して、オスク・ウンブリア語では *em, *en に関して *am, *an として現れる。それゆえ、/ə/ が異なる音として再構される必要が生ずる。

イタリック祖語は以下の二重母音があった。
- 短二重母音: *ai, *ei, *oi, *au, *ou
- 長二重母音: *āi, *ēi, *ōi

Osthoffの法則はイタリック祖語においても生産的な形で残っていた。これは同じ音節内で長母音に共鳴音と他の子音が後続するときに短母音化される法則である。（VːRC > VRC）
長二重母音も VːR の連結であるから、これは語末にのみ出現することができ、他の場所では短音化された。長母音は語末の *-m の前でも短母音化された。
これは例えばā語幹やā動詞の語末のような多くの短い *-a- の発生の要因であった。

### 韻律
イタリック祖語の単語には第一音節に固定された強勢があった。この強勢のパターンは特に殆どの子孫言語に残っている。ラテン語においては、これが古ラテン語の時代には残されており、その後「古典的な（“classical”）」最後から二番目の音節の強勢パタンに置き換えられた。 

## 文法

### 名詞
名詞には三つの性（女性・男性・中性）があった。名詞に格が八つあったインド・ヨーロッパ祖語時代よりは衰退し、七つ（主格・呼格・対格・属格・与格・奪格・位格）になっていた。具格は失われていた。数も単数・複数のみになっていた。幾つかの双数の屈折を継承する少しの残滓（ラテン語の duo, ambō のような）が保存されていたが、双数はもはや区別されていなかった。

#### o語幹（英語:o-stems）
この屈折類はラテン語の第二変化に対応する。これはインド・ヨーロッパ祖語の有幹母音語形変化（英語: Thematic declension、定訳を知らない）に遡る。この屈折類の殆どの名詞は男性あるいは中性であるがいくつかの女性名詞も同様に存在した可能性がある。
|      | 男性名詞 *agros 「野（field）」 | 男性名詞 *agros 「野（field）」 | 中性名詞 *jugom 「くびき（yoke）」 | 中性名詞 *jugom 「くびき（yoke）」 |
| 単数 | 複数                            | 単数                            | 複数                               |                                    |
| ---- | ------------------------------- | ------------------------------- | ---------------------------------- | ---------------------------------- |
| 主格 | *agros                          | *agrōs ( *agroi)                | *jugom                             | *jugā                              |
| 呼格 | *agre                           | *agrōs ( *agroi)                | *jugom                             | *jugā                              |
| 対格 | *agrom                          | *agrons                         | *jugom                             | *jugā                              |
| 属格 | *agrosjo *agrī                  | *agrom                          | *jugosjo *jugī                     | *jugom                             |
| 与格 | *agrōi                          | *agrois                         | *jugōi                             | *jugois                            |
| 奪格 | *agrōd                          | *agrois                         | *jugōd                             | *jugois                            |
| 位格 | *agroi? *agrei?                 | *agrois                         | *jugoi? *jugei?                    | *jugois                            |

- 属格単数*-īの起源は分かっていないが、イタリック諸語とケルト諸語のどちらにも見られる。この*-īによって、祖語から継承した古い属格形*-osjoは置き換えられた。古い属格形はLapis Satricanus（英語版）における popliosio valesiosio （古典ラテン語のPublii Valerii）のように少数の碑文に見られるほか、cuius < *kʷojjo-s < *kʷosjo（*sは子音幹名詞の属格 *-os との類推によって添加された）のような一部の代名詞の属格にも痕跡を残している。オスク・ウンブリア語ではどちらの語尾も残っておらず、i幹名詞の語尾 *-eis で置き換えられている。
- 主格複数は本来、名詞・形容詞では *-ōs であり、*-oi は代名詞の形であった。イタリック祖語の時代におけるこれら2つの語尾の分布はよくわかっていないが、どちらの語尾も確かにまだ存在していた。ラテン語では語尾*-ōsは完全に*-oi に置き換えられ、後の古典ラテン語 -ī へと発展した。オスク・ウンブリア語では逆に*-oi が *ōs へと置き換えられており、後のオスク語 -ús, ウンブリア語 -us に発展した。
- 属格複数は古ラテン語の段階ではまだ一般に -om（のちの -um）だった。その後ā幹名詞の属格複数 *-āzom との類推に基づいて変更され、古典期の -ōrum を生み出した。

## 発展
インド・ヨーロッパ祖語からイタリック祖語にかけての一般的な音韻変化の一覧は以下である。唯一のよく文証されたイタリック語であるため、ラテン語はイタリック祖語を再構する主要な材料である。その故の決定的な証拠の欠如から、イタリック祖語に適用できる確実な変化なのか（あるいはイタリック祖語前の変化なのか）、あるいはラテン語のみでの変化（イタリック祖語後の変化）なのかは常に明らかなわけではない。

### 阻害音
- 口蓋化軟口蓋音は平音と合流する、ケントゥム化（米: Centumization）という術語で呼ばれる変化。
  - *ḱ > *k
  - *ǵ > *g
  - *ǵʰ > *gʰ
  - 口蓋化軟口蓋音と *w の連結は両唇軟口蓋音と合流した: *ḱw, *ǵw, *ǵʰw > *kʷ, *gʷ, *gʷʰ
- ケルト語にも見られる変化、*p...kʷ > *kʷ...kʷ
- 両唇軟口蓋音は両唇化を子音の前で喪失した: *kʷC, *gʷC, *gʷʰC > *kC, *gC, *gʰC.
- 阻害音は他の無声音（ふつうは *s か *t）の前で無声無気音に変化した。
- 有声帯気音は摩擦音に変化した。語頭においては無声音になった一方、語中では異音的に有声化した。オスク語の証拠から判断するところでは、これらは鼻音の後においてさえ摩擦音であったようである。ほとんどの他のイタリック諸語でこれらは後のこの場所で破裂音に発展した。
  - *bʰ > *f [ɸ]（語中において *β）
  - *dʰ > *θ（語中において *ð）
  - *gʰ > *x（語中において *ɣ）
  - *gʷʰ > *xʷ（語中において *ɣʷ）
- *s も異音的に語中において *z に有声化された。[7]
- *sr, *zr > *θr, *ðr[要出典]
- *θ, *xʷ > *f。ウェネティア語の vhagsto/hvagsto （ラテン語 faciō と比較）に見られる。有声化した異音の *ð と *ɣʷ が *β と区別されてラテン語とウェネティア語に残っているが、オスク・ウンブリア語では合流している。
- 語中において *tl > *kl[7]

### 母音と共鳴音
- *l̥, *r̥ > *ol, *or[8]
- *m̥, *n̥ > *əm, *ən（後述）
- *j 母音の間で喪失。二つの母音が同じであれば、母音連続のもたらす母音は長母音に縮約する。
- *ew > *ow[8]
- 唇音と *l の前で *o > *a。

### 喉音
喉音は仮説的なPIE（インド・ヨーロッパ祖語）の音であり、一般に後期PIEにおいて隣接する母音への音変化の効果を残し消失している *h₁, *h₂, *h₃ の子音クラスである。これらの消失によって、一部の対立的なイタリック祖語での音連結が残された。以下の変化において、# 標準的な語境界の表記に従っており、最初にある ⟨＃⟩ は語の開始を表している。H は三つの喉音のどれかを指す。
より単純なイタリック祖語の喉音の発展は他の多くのインド・ヨーロッパ祖語の語派と共有されている。
- *h₁e > *e, *h₂e > *a, *h₃e > *o
- *eh₁ > *ē, *eh₂ > *ā, *eh₃ > *ō
- *H > *a（阻害音の間）
- 語頭の子音の前で喉音は失われた。

さらに特徴的なイタリック祖語での発展は共鳴音との喉音の相互作用である。ここではRは共鳴音を表し、Cは子音を表す。
- #HRC > #aRC と CHRC > CaRC, しかし #HRV > #RV
- CRHC > CRāC, しかし CRHV > CaRV
- CiHC しかしおそらく CHiC > CīC

### 形態論
- 少数の痕跡を残しての双数の一般的な喪失。[9]
- 具格の消失。[9]

## イタリック祖語後の変化
イタリック諸語の個別の言語への展開のあいだにさらなる変化が発生した。本章ではもっとも注目すべき変化の概観をあつかう。完全な一覧に関しては、ラテン語の歴史（英語版）と個別の言語に関係した記事を参照。
- *x が [h] に非口腔音化した。*ɣ が母音の間で同様に [ɦ] になったが、他の場所では残った。この変化はおそらくイタリック祖語の時代に発生した。この結果、[h] と [ɦ] とに拘らず全てのイタリック諸語で h と書かれた。
- *θ(e)r, *ð(e)r > *f(e)r, *β(e)r（ウェネティア語以外）。ウェネティア語 louder-obos をラテン語 līber、ファリスク語 loifir-ta, オスク語 lúvfreisと比較。
- *β, *ð, *ɣ > ラテン語 b, d, g。オスク・ウンブリア語ではこれらの三つは f（おそらく有声音）に変化。ファリスク語では *β が摩擦音のままであった。
- ラテン語において *ɣʷ > gʷ これらはその後以下のように変化した。オスク・ウンブリア語においては > f。
- まだ古風には保存されていた（Duenos inscription（英語版）参照）が、古典ラテン語において *dʷ > b。
- オスク・ウンブリア語で *kʷ, *gʷ > p, b。これらはラテン・ファリスク語とウェネティア語で保持された。ラテン語は *gʷ > v [w] が *n の後以外で起こった。
- 古典ラテン語では *z > r が起こったが、古ラテン語とオスク語では起こらなかった。
- オスク・ウンブリア語では語末の -ā（女性単数主格、中性複数主格・対格）> [oː] [10][11]が起こったがラテン語では短い-a になった。
- 語末の *-ns （多くの屈折類において対格複数）, *-nts （分詞の男性単数主格）, and *-nt （分詞の中性単数主格・対格）は複雑な発展の道をたどった。[12]

| イタリック祖語（PItal） | 前オスク・ウンブリア語 | オスク語 | ウンブリア語 | 前ラテン語 | ラテン語 |
| ----------------------- | ---------------------- | -------- | ------------ | ---------- | -------- |
| *-ns                    | *-ns                   | -ss      | -f           | *-ns       | -s       |
| *-nts                   | *-ns                   | -ss      | -f           | *-nts      | -ns      |
| *-nt                    | *-nts                  | -ns      | —            | *-nts      | -ns      |

- 古ラテン語の時代のラテン語の母音弱化によって多くの非強勢の短母音が合流した。最も劇的には、すべての短母音が語中の開音節で（通常は /i/ に）合流した。さらに、全ての *ai, *au（及びときどき *oi）をのぞいて全ての二重母音が語頭で純粋な母音に変化した。

## 脚註
1. ↑  Canino, Adrienne (2019-08-29). “Deconstructing Google Dataset Search”. LIS Scholarship Archive. doi:10.1080/15228959.2019.1621793.
2. ↑  Baumer, Christoph (2012-12-11) (英語). The History of Central Asia: The Age of the Steppe Warriors (Volume 1). Bloomsbury Academic. ISBN 978-1-78076-060-5
3. ↑  Blench, Roger; Spriggs, Matthew (2003-09-02) (英語). Archaeology and Language I: Theoretical and Methodological Orientations. Routledge. ISBN 978-1-134-82877-7
4. 1 2  Bossong 2017, p. 859.
5. ↑  Sihler 1995, pp. 256–265.
6. 1 2  de Vaan 2008.
7. 1 2  Silvestri 1998, p. 326
8. 1 2  Silvestri 1998, p. 325
9. 1 2  Silvestri 1998, p. 332
10. ↑  ラテン文字において o とかかれるが、オスク語の固有のアルファベットにおいては ú であり、ウンブリア語の固有のアルファベットにおいては u あるはときどき a と書かれる。Sihler 1995:266 を参照。
11. ↑  Sihler 1995, p. 266.
12. ↑  Sihler 1995, p. 230.